# Sistemas de control de mando en trenes del metro de París

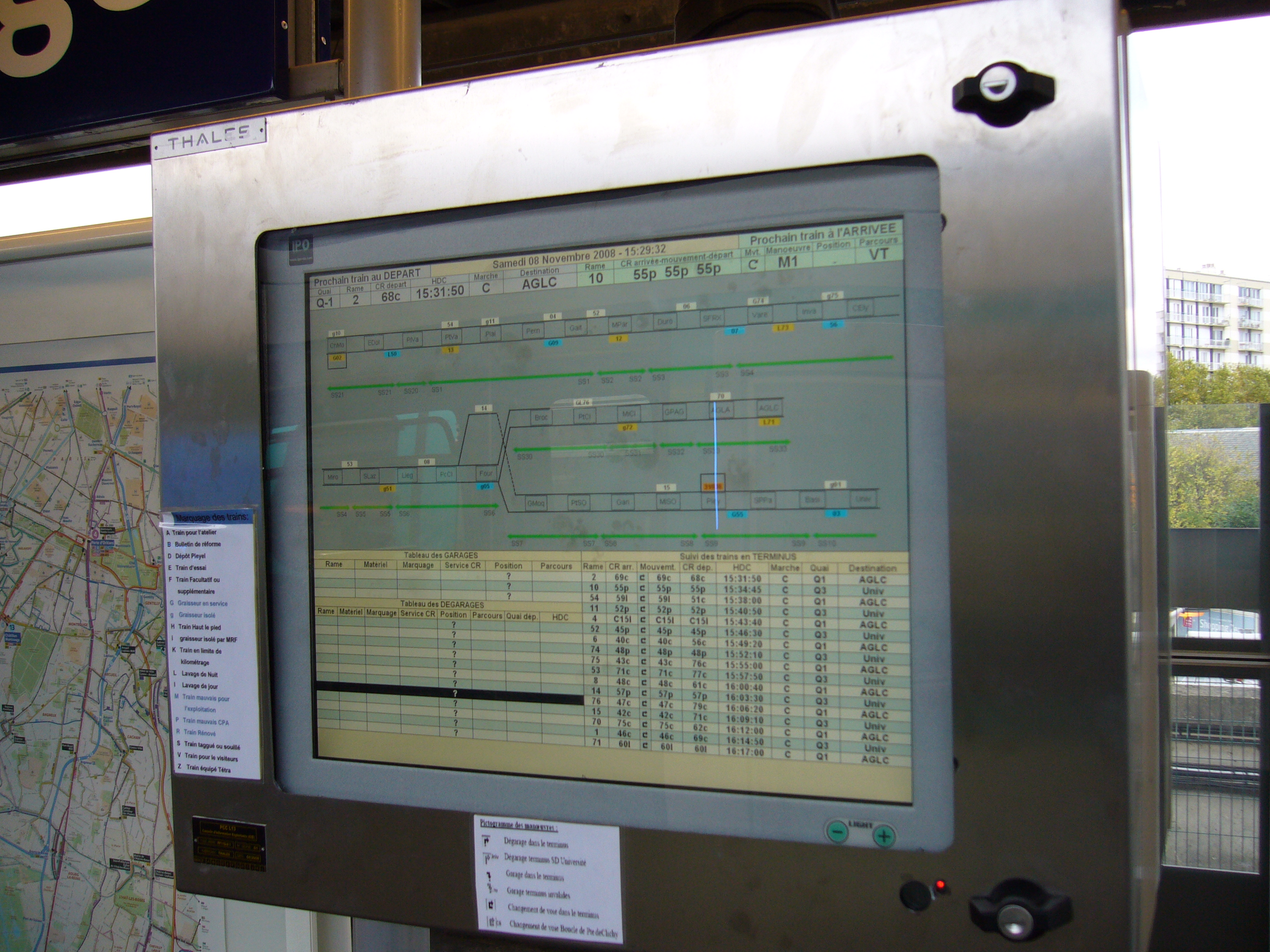
Cabina de gestión de tráfico del sistema OURAGAN en la terminal Châtillon-Montrouge de la línea 13.

Los sistemas de mando y control de los andenes del metro de París son los sistemas informáticos de trenes basados en la comunicación (CBTC) creados por la Régie Autonome des Transports Parisiens (RATP) para gestionar el control y mando de los trenes de varias líneas del metro de París de funcionamiento manual. Estos sistemas engloban tanto la automatización en tierra como a bordo del tren y reemplazan los sistemas de pilotaje automático (PA) que anteriormente permitían controlar la velocidad de los trenes, pero siguen siendo del nivel 2 de automatización.  
Cohabitan dos sistemas principales:   
- OCTYS, un sistema interoperable desarrollado e implementado progresivamente en las líneas 2, 3, 5, 6, 7, 8, 9, 10, 11 y 12.
- OURAGAN, un sistema desarrollado por Thales para la línea 13.

La RATP utiliza un tercer tipo de CBTC para las líneas automáticas, el cual se conoce como Sistema de Automatización de la Operación de Trenes (SAET).

## Historia

### Modernización de la señalización
A principios de la década de 2000, la RATP se percató de que la señalización lateral existente en las líneas no automáticas era incapaz de satisfacer las demandas de las operaciones en hora punta, por lo que decidió crear un nuevo sistema de señalización para estas líneas. La solución elegida fue un sistema de bloques virtuales con señalización en cabina, similar al sistema SACEM utilizado en la línea A del sistema de transporte RER. El proyecto recibió el nombre de OURAGAN, retroacrónimo de Offre Urbaine Renouvelée et Améliorée (Propuesta de renovación y mejora urbana), gestionado por un nuevo sistema automatizado. 
El programa OURAGAN consiste en implementar una solución integral de control y mando de trenes. Se trata de modernizar los PCC (Puestos Centrales de Control) que deberían trasladarse para estar más cerca de sus respectivas líneas (como ocurrió primero con la línea 4 y luego con la línea 3, donde el PCC se trasladó del boulevard Bourdon a Saint-Fargeau), así como de modernizar la señalización en los túneles y renovar los sistemas automatizados (PA).

### Licitaciones
La RATP lanzó dos licitaciones distintas: la primera para la línea 13 y la segunda  convocada en septiembre de 2002 para equipar las líneas 3, 5, 9, 10 y 12. Los criterios establecidos por la RATP en  estas licitaciones buscaban  aumentar la seguridad garantizando un control continuo de la velocidad de los trenes, mejorar la calidad del servicio ofrecido a los pasajeros al reducir el intervalo entre trenes de 105 a 90 segundos. Así mismo modificar  la señalización lateral y estandarizar  los sistemas de control de trenes del Sistema CBTC. Esto permitiría la intercambiabilidad de los equipos y la diversificación de los proveedores.  

#### Licitación de la línea 13

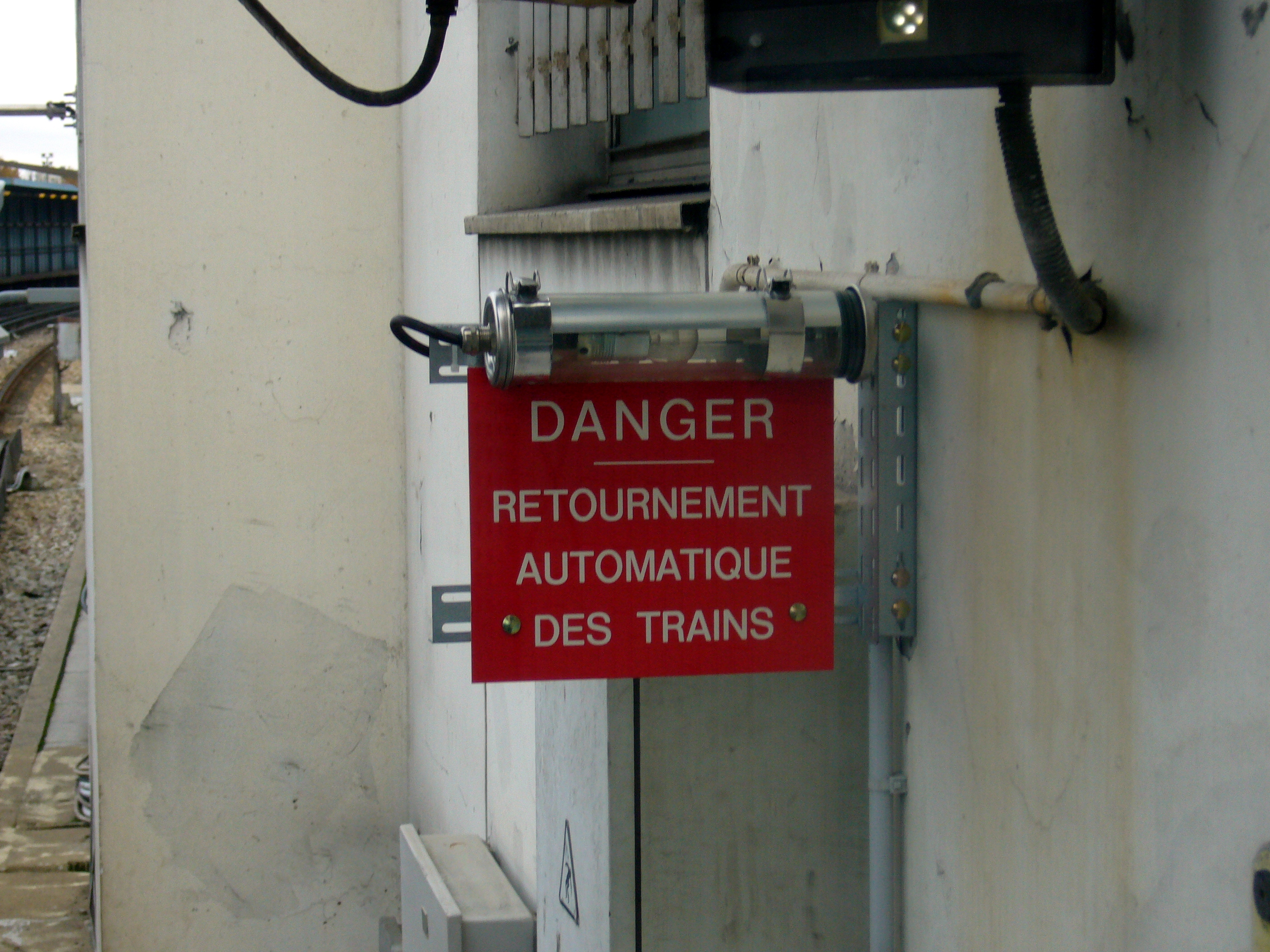
La función de inversión automática de los trenes de la estación Châtillon - Montrouge, inicialmente operada con pilotaje automatizado común, será asumida por el sistema OURAGAN.

La RATP decidió, en primer lugar, equipar la línea 13, la más saturada de la red, con trenes renovados tipo MF 77. Para esta línea, en 2002 se adjudicó un contrato único a la empresa Alcatel y desde entonces, esta división pertenece al grupo industrial Thales.  
El costo del proyecto OURAGAN para la línea 13 asciende a 130 millones de euros, incluyendo el propio sistema y operaciones relacionadas, como la modernización del taller de Châtillon-Bagneux y el de la terminal Châtillon-Montrouge. Por otro lado, el costo de la modernización del material rodante MF 77  tuvo un costo adicional de 70 millones de euros. Este programa, que suma un total de 200 millones de euros, fue cofinanciado con 26,6 millones de euros provenientes del contrato de Plan Estado-Región (9,9 millones aportados por el Estado y 16,64 millones por la región). El monto restante, 172,26 millones de euros, corre a cargo de la RATP.  

#### Licitación de las líneas 3, 5, 9, 10 y 12
El 30 de enero de 2004, el consejo de administración de la RATP adjudicó la licitación de equipamientos de las líneas 3, 5, 9, 10 y 12 por 95 millones de euros a Siemens Transportation Systems, Ansaldo STS de Francia y Technicatome.
Siemens Transportation System fue el responsable de implementar el sistema de comunicaciones entre los diversos equipos fijos y embarcados para las cinco líneas. Los equipos del nuevo sistema de pilotaje automático embarcados, destinados a los trenes MF 67 de las líneas 3, 10 y 12, así como a los MF 01 de las líneas 5 y 9, serán integrados por los fabricantes responsables de su construcción antes de su entrega. Además, Siemens se encargará de los equipos fijos del nuevo sistema de pilotaje automático en las líneas 5 y 9. El sistema que se instalará será el trainguard MT CBTC, una versión no automática del Sistema de Automatización de la Operación de los Trenes (SAET).    
Ansaldo STS France (anteriormente CSEE Transport) fue el responsable de la gestión del proyecto para la renovación de la línea 3, la primera en este contrato en ser equipada, así como el suministro de los equipos fijos para las líneas 3, 10 y 12. 

#### Licitación de la línea 6
En abril de 2018, la RATP otorgó a Ansaldo STS (grupo Hitachi) un contrato de 17.6 millones de euros para desplegar OCTYS en la línea 6. Ansaldo STS ya había equipado la línea 3 del metro de París con su sistema CBTC. 

#### Licitación de la línea 11
La línea 11 será equipada con la misma versión de las líneas 3 y 6. 

#### Licitación de las líneas 3 bis, 7 bis y 10
En mayo de 2021, Alstom fue seleccionado para desplegar las líneas 3 bis, 7 bis y 10 con una solución I-CBTC (I de Intercambiable), en relación con la puesta en servicio de los trenes MF 19. 

#### Licitación de las líneas 7, 8 y 12
La licitación para el equipamiento de las líneas 7, 8 y 12 se publicará en diciembre de 2023.

### Despliegue
Una unidad MF 77 participó en la prueba OURAGAN en la línea 13 a partir de febrero de 2006. Este tren de pruebas circulaba en horas valle, intercalado entre los trenes de pasajeros, para probar la red de comunicación y el sistema de datos de seguridad. Este tren, la unidad 075, ha vuelto a prestar servicio comercial e incluso se ha renovado como parte del programa de renovación de las unidades de esta línea.  
El despliegue estaba originalmente previsto para 2007 en la línea 13, pero en 2006 la RATP consideró que la versión de OURAGAN, proporcionada a por Alcatel (Canadá) bajo la responsabilidad de Thales, no cumplía con el pliego de condiciones, especialmente en términos de seguridad, y no era aceptable en su estado. Esto llevó a una revisión por parte de Thales (Vélizy). La primera unidad de pasajeros comenzó a operar en 2014, y el despliegue completo de las 66 unidades se realizó en 2017.  
Sin embargo, el nuevo centro de control centralizado de la línea 13 comenzó a operar el 17 de diciembre de 2006, equipado con un sistema ATS de Thales (Vélizy). 
Se han realizado pruebas de OURAGAN también en la línea 8, entre Porte de Charenton y Liberté, durante varios años. Inicialmente, estas pruebas fueron realizadas por una unidad que recibió un revestimiento de "Tren de prueba", el MF 67 D número 3 060, que previamente permaneció más de quince años en el centro de formación de conductores. Esta unidad fue reemplazada en 2008-2009 por el MF 67 F número 507, proveniente de la línea 5. Este último volvió a su línea original, mientras que la unidad 3060 se desmanteló y se reemplazó por el MF 01 número 049, que originalmente estaba destinado a la línea 5. Este último fue transferido a la línea 8 para el servicio de pasajeros en mayo de 2012 y, a su vez, fue sustituido por la unidad número 047 (que inicialmente prestaba servicio en la línea 5) y que ahora se encuentra en su lugar para las pruebas.  
En abril de 2021, solo las líneas 3, 5 y 9 estaban equipadas con OCTYS. Las líneas 6 y 11 seguirán esta actualización para 2023. En cuanto a las líneas 3 bis, 7, 7 bis, 8, 10 y 12, su equipamiento se realizará en conjunto con la puesta en servicio de los trenes MF 19. 

## Los dos sistemas implementados

### OURAGAN
OURAGAN, acrónimo de Offre Urbaine Renouvelée et Améliorée, Gérée par un Automatisme Nouveau (Oferta Urbana Renovada y Mejorada, Gestionada por un Nuevo Automatismo) es el sistema de control y mando de trenes (CCT por sus siglas en francés) que equipa la línea 13 del metro de París. OURAGAN, desarrollado inicialmente por el fabricante Alcatel y luego por Thales (que asumió la actividad ferroviaria de Alcatel), fue en sus orígenes el nombre del proyecto que abarcaba todos los sistemas CBTC desplegados o planeados para el metro parisino. Debido a que el diseño de los sistemas para las líneas 3, 5, 9, 10 y 12 fue diferente al haberse realizado de manera parcelada con distintos fabricantes para cada lote, el nombre del sistema para estas líneas cambió a OCTYS.  

### OCTYS
OCTYS es el acrónimo de Open Control of Trains, Interchangeable & Integrated System (Control Abierto de Trenes, Sistema Intercambiable e Integrado).   

## Uso

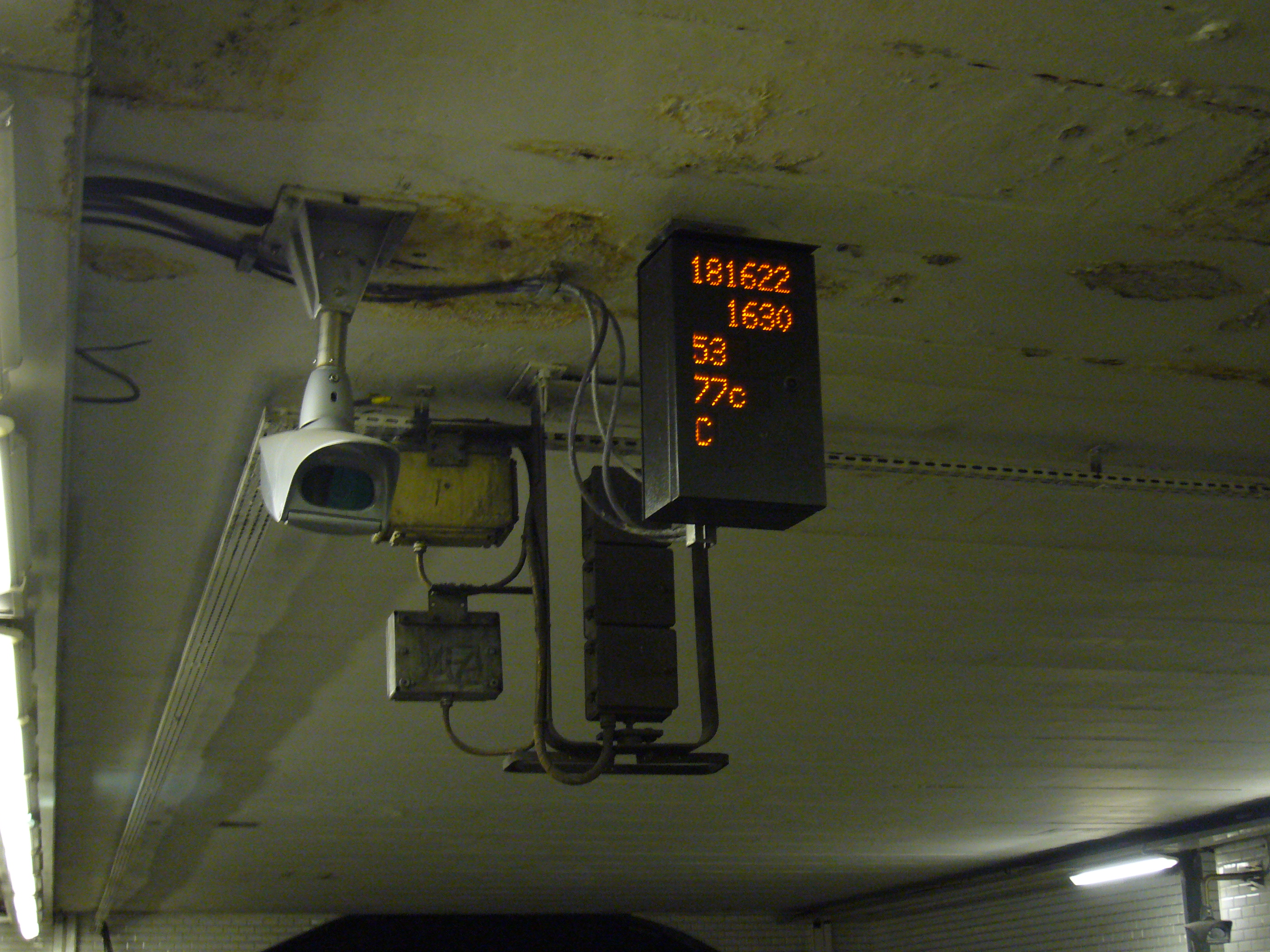
Reloj de regulación instalado en la línea 13 durante el cambio de PCC, en la estación Saint-Lazare, que será gestionado por OURAGAN.

La instalación del sistema de control continuo de velocidad ofrece seguridad adicional para garantizar la protección de la integridad física de los pasajeros y del personal. Este tipo de sistema, ya utilizado en el RER, está presente en la mayoría de las redes ferroviarias del mundo: permite controlar en tiempo real la velocidad del tren en función de la tipología de la línea y de la posición del tren anterior.  
OURAGAN y OCTYS ofrecen dos modos de conducción:  
- Modo automático:  el conductor se encarga de la supervisión de los intercambios de pasajeros, mientras que los automatismos gestionan el control completo del tren.
- Modo manual controlado: los automatismos indican al conductor las velocidades a las que está autorizado a circular y supervisan el cumplimiento de los límites de velocidad y la no invasión de las señales rojas.

OURAGAN y OCTYS también marcan un paso hacia la automatización total, como en la línea 14. De hecho, estos sistemas podrían convertirse en completamente autónomos con pocas modificaciones.  
En un primer momento, solo las líneas 3, 5, 9, 10, 12 y 13 están previstas para la instalación de estos sistemas CBTC.  

## Técnica

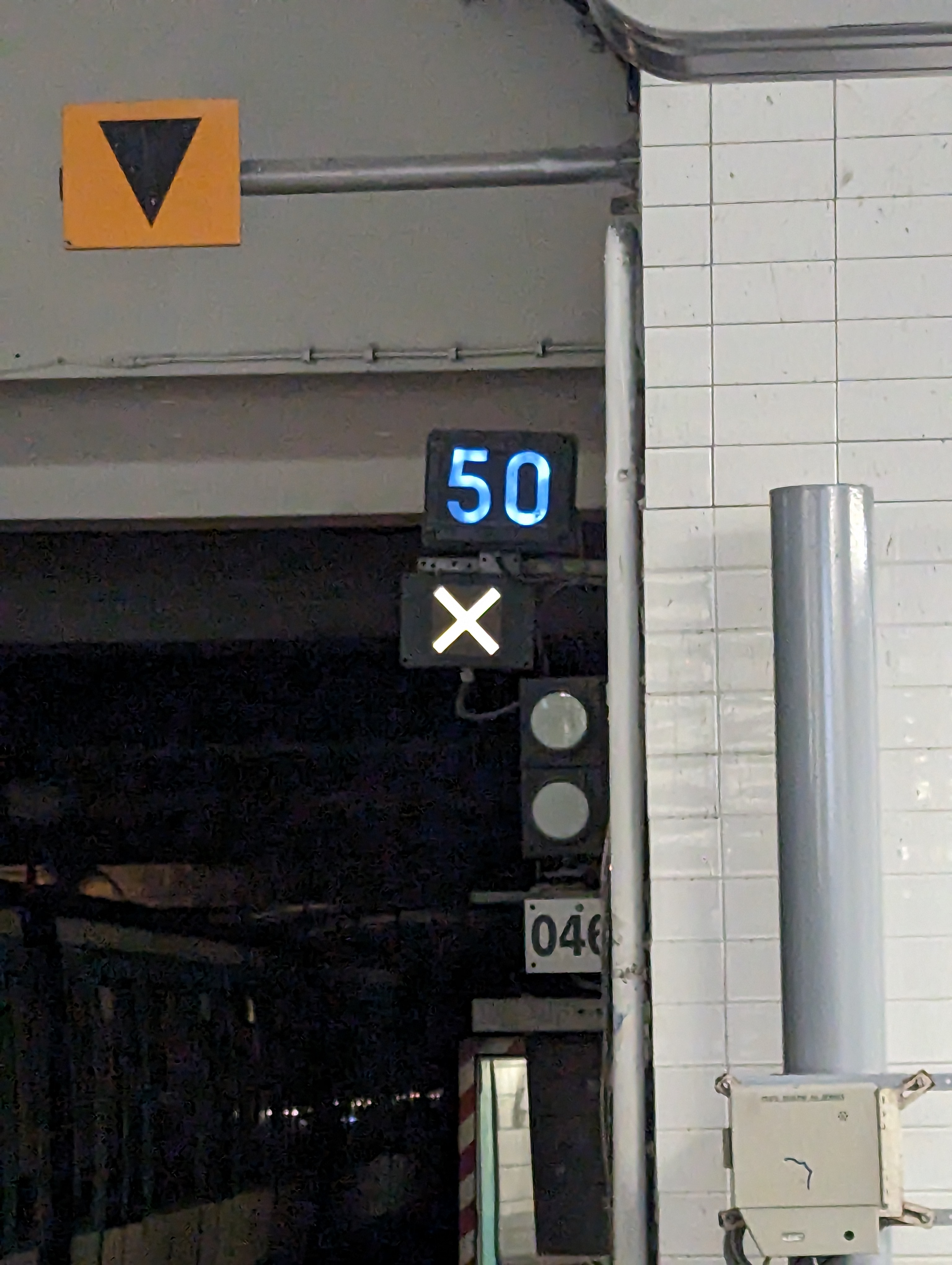
La anulación de la señalización lateral por OCTYS en la estación Porte de Pantin, señalada por el encendido de la Cruz de San Andrés.

Los sistemas OCTYS  y OURAGAN tienen dos modos de funcionamiento. La versión básica es una simplificación que utiliza la señalización lateral actual implementada en las líneas 3 y 9, y próximamente en las líneas 6, 7, 8, 11 y 12 (OCTYS tipo 1). La segunda versión utiliza una señalización a bordo de los trenes anulando  la señalización lateral actual en túneles, desplegada en la línea 5 y próximamente en la línea 9 (OCTYS tipo 2). Por último, las líneas 3 bis, 7 bis y 10 tendrán una versión sin pilotaje automatizado que se limitará a controlar la velocidad y utilizará la señalización lateral (OCTYS tipo 3). 
Las funciones que admite el sistema OURAGAN son las siguientes:  
- control continuo de la velocidad de los trenes;
- pilotaje automático para reducir el intervalo mínimo entre dos trenes de 105 a 90 segundos en estaciones, equivalente a 2 minutos en túnel, mediante el uso de cantones móviles;
- señalización en cabina con la anulación de la señalización lateral (como el SACEM) ;
- inversión automática de la marcha de los trenes en las terminales ;
- gestión de las puertas de los andenes;

La intercambiabilidad de los materiales que componen el sistema OCTYS se basa en la división de los sistemas CBTC en varios lotes y en la estandarización de las distintas interfaces entre ellos. Estos lotes incluyen los sistemas de automatización en tierra, los sistemas de automatización a bordo de los trenes, el sistema de comunicación entre ambos, y la integración de estos lotes para garantizar un funcionamiento óptimo en operación. 